# 盧布揚卡 (盧甘斯克州)
49°28′54″N 38°46′16″E / 49.48167°N 38.77111°E
盧布揚卡（烏克蘭語：Луб'янка）是位於烏克蘭東部的村莊，由盧甘斯克州斯瓦托韋區的比洛庫拉基內市鎮負責管轄。該村始建於1686年，面積2.42平方公里，海拔高度69米，2001年人口494。